# Tetramesa ainsliei
Tetramesa ainsliei är en stekelart som först beskrevs av Phillips 1936.  Tetramesa ainsliei ingår i släktet Tetramesa och familjen kragglanssteklar. Inga underarter finns listade i Catalogue of Life.